# 2 ianuarie
ianuarie • februarie • martie  • aprilie  • mai  • iunie  • iulie  • august  • septembrie  • octombrie  • noiembrie  • decembrie
2 ianuarie este a doua zi a calendarului gregorian. Mai sunt 363 de zile până la sfârșitul anului (364 de zile în anii bisecți).

## Evenimente

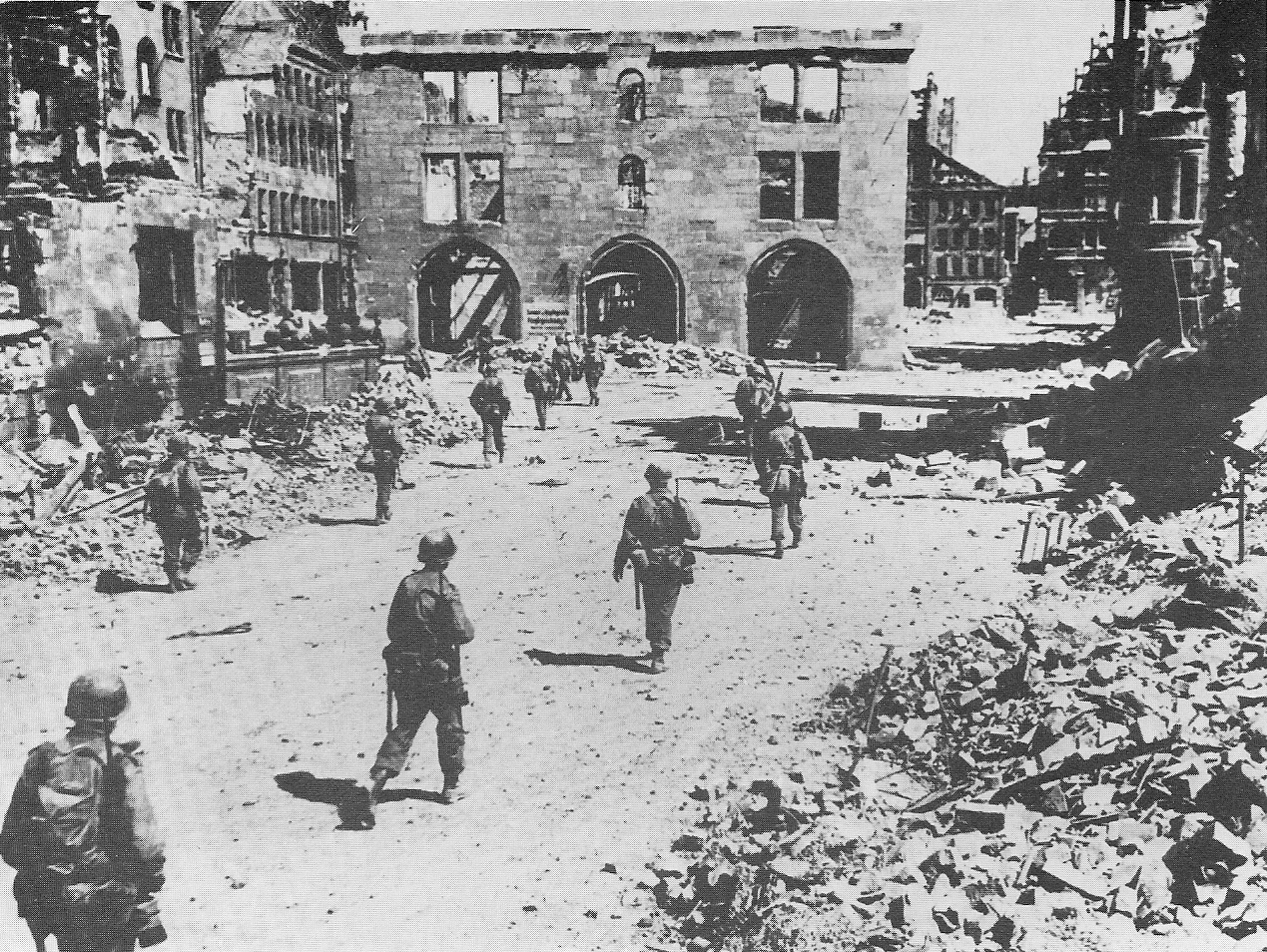
1945: Orașul Nürnberg din Germania este bombardat puternic de forțele Aliate în Bătălia de la Nürnberg.

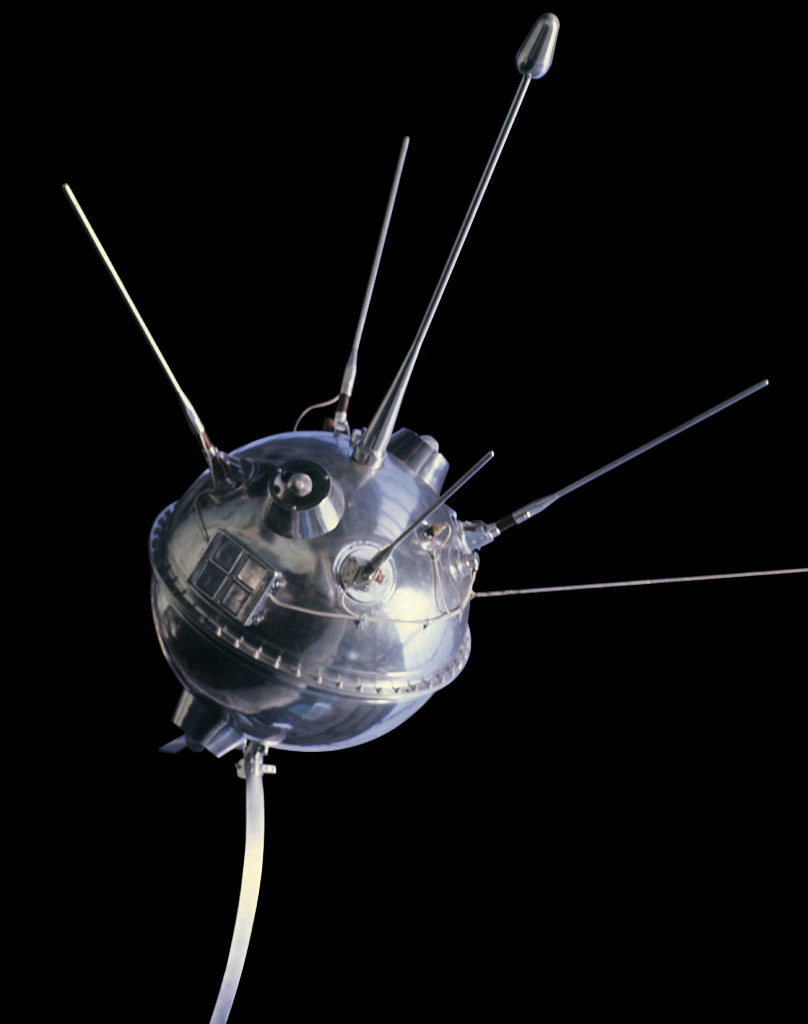
1959: Este lansată sonda spațială sovietică Luna 1, care a ajuns la Lună și a orbitat în jurul Soarelui. Este prima sondă care depășește câmpul gravitațional al Pământului.

- 0533: Mercurius devine Papa Ioan al II-lea, primul papă care adoptă un nou nume după ce este ales.[1]
- 1492: Capitularea Granadei, asediată din 1481, marchează sfârșitul Reconquistei – lupta spaniolilor pentru eliberarea de sub ocupație arabă, Muhammad al XI-lea, comandantul ultimei fortărețe arabe din Spania, s-a predat regelui Ferdinand al II-lea și reginei Isabela I.[2]
- 1529: Radu de la Afumați, domn al Țării Românești (1522–1529) a fost ucis împreună cu fiul său, Vlad, la Râmnicu Vâlcea.
- 1784: La Sibiu apare Siebenbürger Zeitung, primul ziar de pe teritoriul actual al României.
- 1843: La Dresda, are loc premiera operei „Olandezul zburător” de Richard Wagner.
- 1853: Ia ființă "Școala de mică chirurgie", instalată lângă spitalul Filantropia, București.
- 1860: La Paris, la întâlnirea Academiei Franceze de Științe este anunțată descoperirea planetei Vulcan - o planetă mică care s-a presupus că a existat între Mercur și Soare prin care matematicianul francez Urbain Le Verrier a încercat să explice particularitatea orbitei lui Mercur.
- 1861: Wilhelm I devine rege al Prusiei după moartea fratelui său Friedrich Wilhelm al IV-lea.
- 1871: Amadeus I devine rege al Spaniei.
- 1918: Exploratorul german Reinhard Maack explorează pentru prima dată muntele Königstein care aparține de Masivul Brandberg (Muntele de foc), cel mai înalt masiv muntos din Namibia.
- 1919:  Consiliul Dirigent al Transilvaniei decide organizarea administrativă a teritoriilor unite cu România. Hotărârea prevedea împărțirea României în 23 de județe și numirea de prefecți pentru fiecare dintre cele 23 de județe.
- 1921: Întemeierea Partidului Comunist din Luxemburg.
- 1929: SUA și Canada au adoptat un plan de protejare a cascadei Niagara.
- 1939: Adolf Hitler este desemnat ca fiind Omul anului de către revista americană Time.
- 1942: Al Doilea Război Mondial: Armata japoneză a ocupat Manila (Filipine).
- 1945: Al Doilea Război Mondial: Orașul Nürnberg din Germania este bombardat puternic de forțele Aliate în Bătălia de la Nürnberg.
- 1959: Este lansată sonda spațială sovietică Luna 1, care a ajuns la Lună și a orbitat în jurul Soarelui.  Este prima sondă care depășește câmpul gravitațional al Pământului.[3]
- 1990: România: Ia ființă Asociatia Foștilor Deținuți Politici (AFDP).
- 1995: Aeroportul Paris-Orly este deschis pentru cursele aeriene din Europa.

## Nașteri
- 1403: Bessarion, mitropolit grec, adept al unirii cu Biserica Romei, cardinal (d. 1472)
- 1642: Mehmed al IV-lea, sultan otoman (d. 1693)
- 1667: Prințesa Marie-Thérèse a Franței, fiică a regelui Ludovic al XIV-lea al Franței (d. 1672)
- 1699: Osman al III-lea, sultan otoman (d. 1757)
- 1752: Philip Freneau, poet, eseist și editor american (d. 1832)
- 1784: Ernest I, Duce de Saxa-Coburg și Gotha (d. 1844)
- 1816: Anastasie Fătu, medic și naturalist român, fondatorul Grădinii Botanice din Iași (d. 1886)
- 1822: Rudolf Clausius, matematician și fizician german (d. 1888)
- 1836: Mendele Moykher Sforim, scriitor rus (d. 1917)
- 1870: Ernst Barlach, sculptor, grafician și poet german (d. 1938)

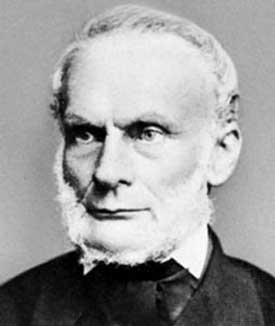
Rudolf Clausius, matematician și fizician german
Ioan Jak Rene Juvara, medic chirurg si profesor român, membru de onoare al Academiei Române
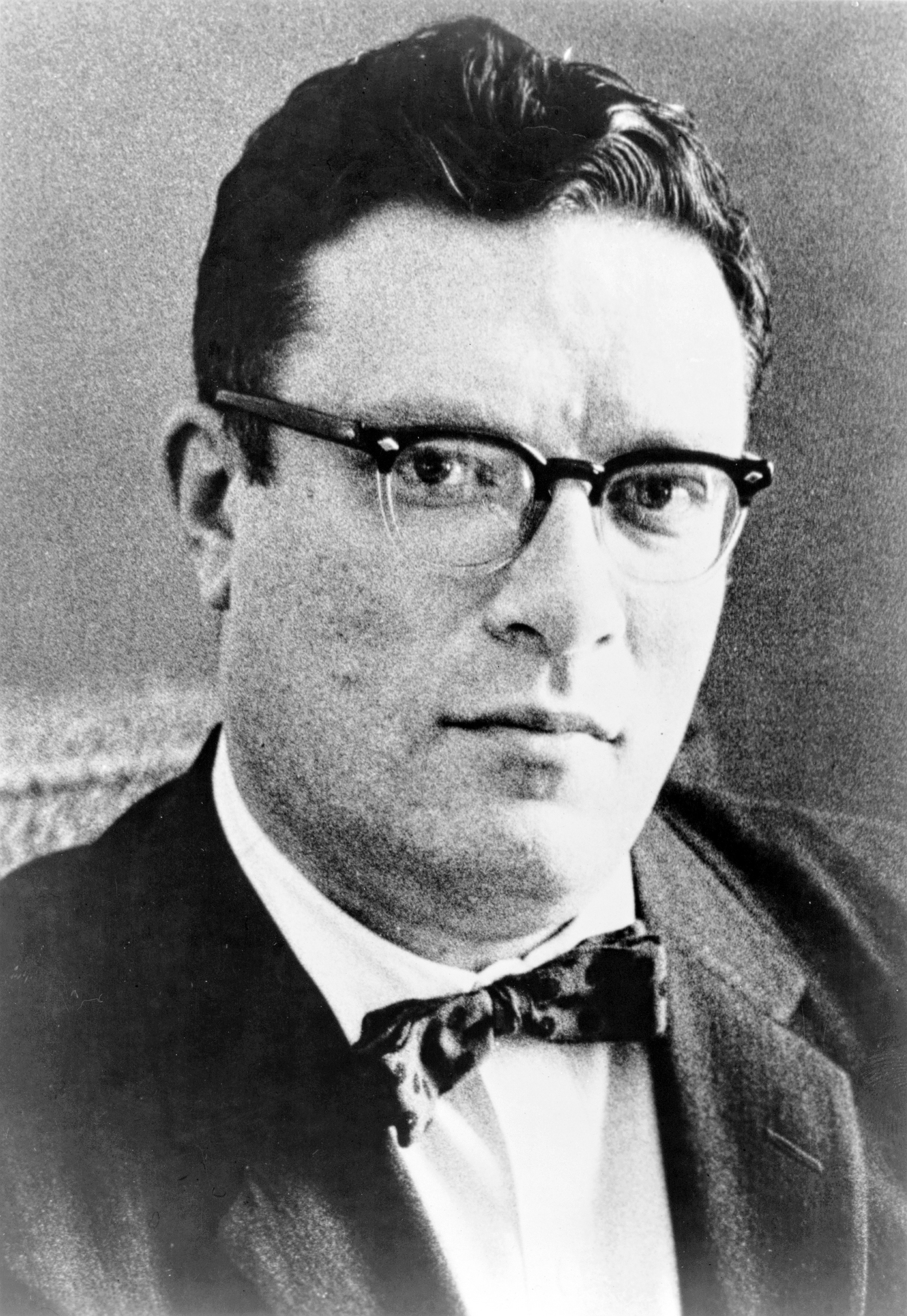
Isaac Asimov, scriitor american de origine rusă

- 1882: Ion Teodorescu-Sion, pictor și desenator român (d. 1939)
- 1884: Vasile Bârcă, politician român (d. 1949)
- 1888: Arhiducesa Renata de Austria (d. 1935)
- 1891: Aron Cotruș, poet român (d. 1961)
- 1895: Contele Folke Bernadotte, diplomat și aristocrat suedez (d. 1948)
- 1902: Corneliu Georgescu, avocat și politician român, membru fondator al Mișcării Legionare (d. 1945)
- 1903: Emanoil Arghiriade, matematician român (d. 1969)
- 1903: Kane Tanaka, supercentenarian japonez (d. 2022)
- 1907: Ion Popescu Negreni, pictor român (d. 2001)
- 1909: Barry M. Goldwater, senator al Statelor Unite din Arizona și candidat prezidențial (d. 1998)
- 1913: Ioan Jak Rene Juvara, medic chirurg și profesor român, membru de onoare al Academiei Române (d. 1996)
- 1920: Isaac Asimov, scriitor american de origine rusă (d. 1992)
- 1920: Nobuyuki Kato, fotbalist japonez
- 1920: Anna Langfus, scriitoare polonezo-franceză (d. 1966)
- 1926: Paolo Maffei, astrofizician italian (d. 2009)
- 1924: Victor Mercea, fizician român (d. 1987)
- 1933: Ion Băieșu, prozator, dramaturg român (d. 1992)
- 1950: Débora Duarte, actriță braziliană
- 1950: Ion Dumitru, fotbalist român
- 1954: Miron Gagauz, politician din Republica Moldova
- 1957: Beppe Gabbiani, pilot italian de Formula 1
- 1967: Basile Boli, fotbalist francez
- 1967: Tia Carrere, actriță americană
- 1968: Cuba Gooding Jr., actor american
- 1969: Christy Turlington, model american
- 1970: Sanda Ladoși, cântăreață română
- 1972: Taye Diggs, actor american
- 1972: Alexandru Mazăre, politician român
- 1974: Marius Ovidiu Isăilă, politician român
- 1975: Ionel Daniel Butunoi, politician român
- 1976: Laura Alonso Padin, soprană spaniolă
- 1980: Florin Bratu, fotbalist român
- 1981: Danielle Souza, model brazilian
- 1982: Laura Cosoi, actriță română
- 1983: Kate Bosworth, actriță americană
- 1983: Jefferson de Oliveira Galvão, fotbalist brazilian
- 1987: Petru Botnaraș, rugbist din Republica Moldova
- 1987: Shelley Hennig, actriță americană
- 1988: Vadim Anohin, scrimer rus
- 1988: Julian Baumgartlinger, fotbalist austriac
- 1988: Jonny Evans, fotbalist nord-irlandez

## Decese
- 1557: Jacopo de Pontormo, pictor italian, întemeietorul curentului manierist (n. 1494)
- 1819: Maria Luisa de Parma, soția regelui Carol al IV-lea al Spaniei (n. 1751)
- 1857: Prințesa Henriette de Nassau-Weilburg (n. 1780)
- 1861: Frederic Wilhelm al IV-lea al Prusiei (n. 1795)
- 1882: Alfred Dehodencq, pictor francez (n. 1822)
- 1904: James Longstreet, General al Confederației Americane (n. 1821)
- 1904: Mathilde Bonaparte, prințesă franceză (n. 1820)

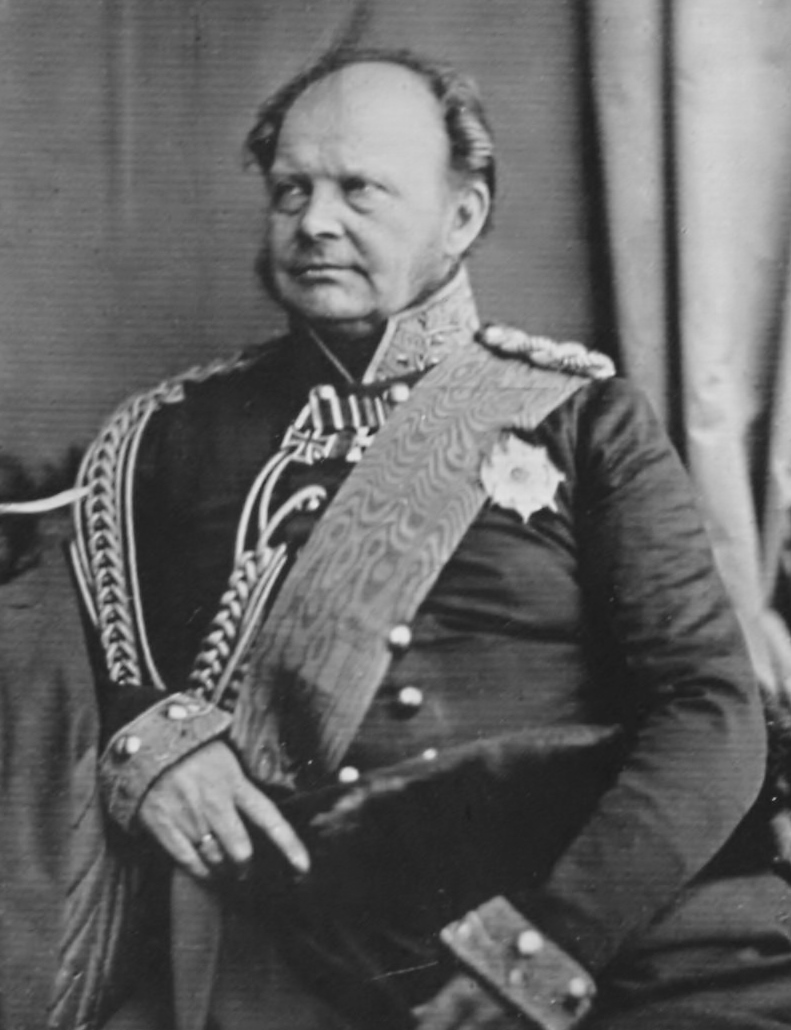
Frederic Wilhelm al IV-lea al Prusiei
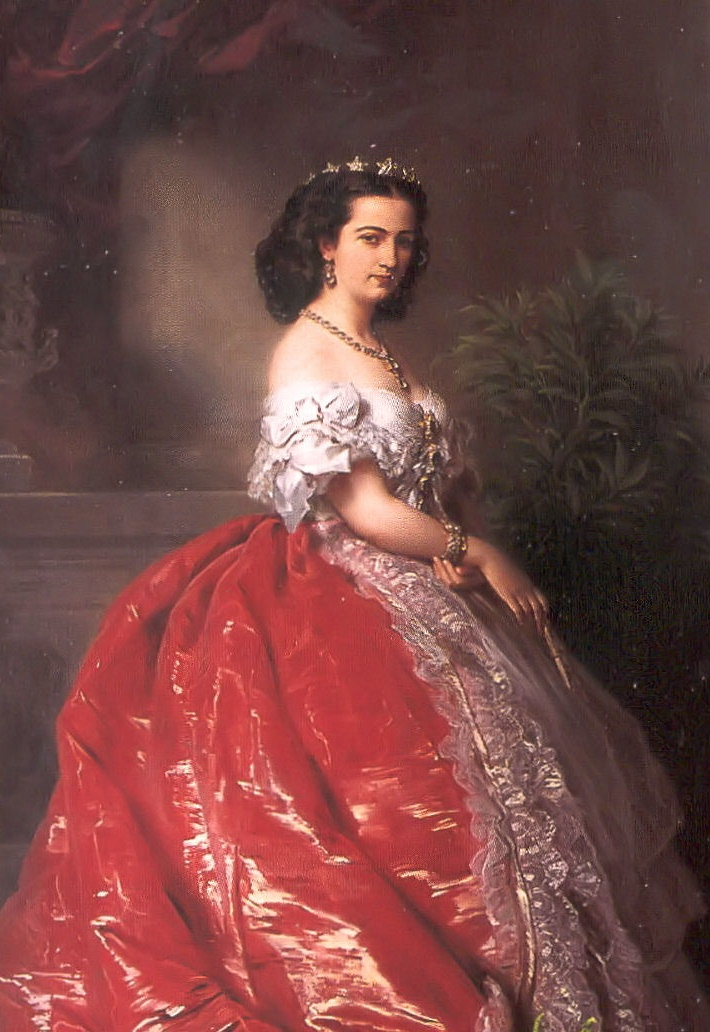
Mathilde Bonaparte, prințesă franceză
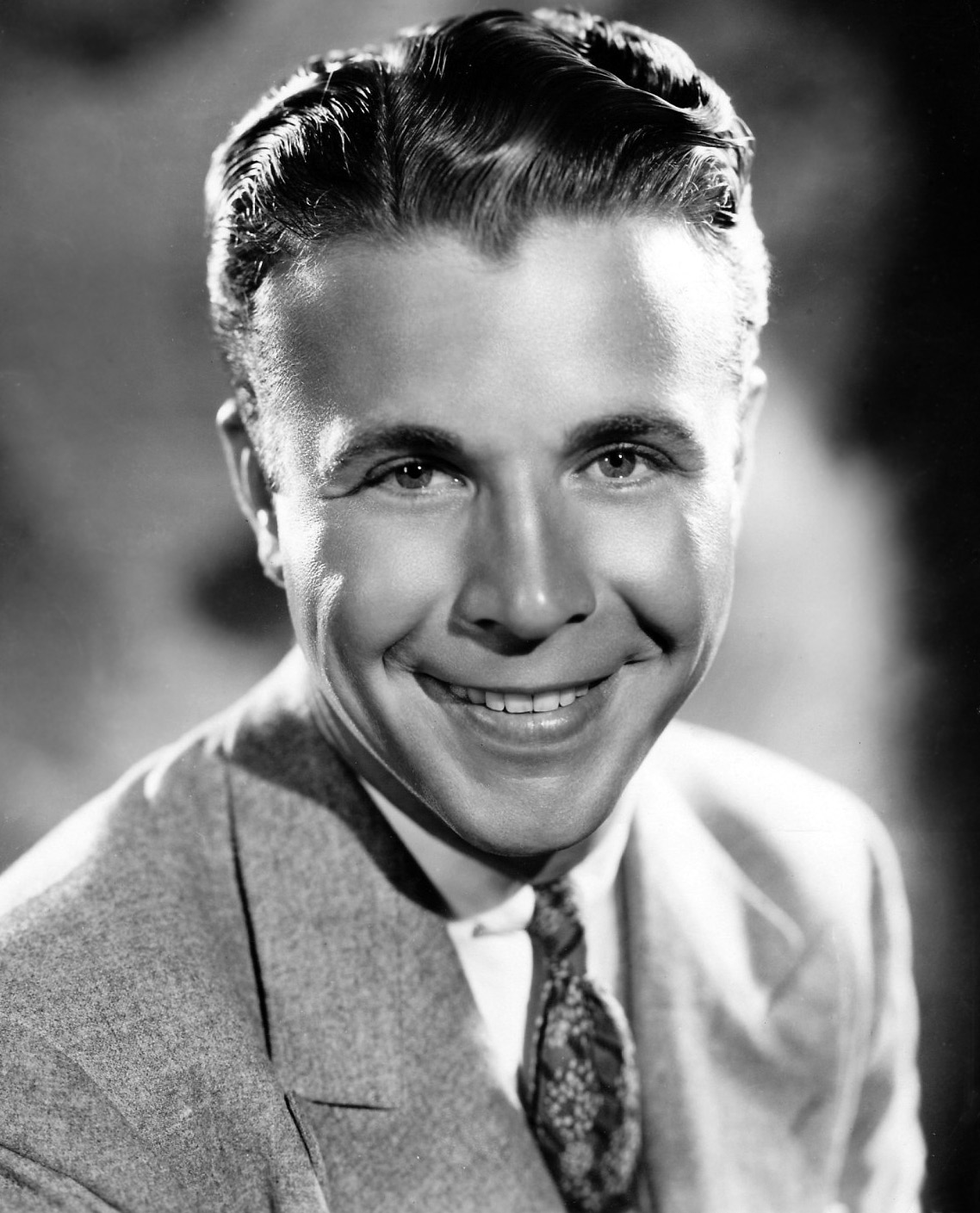
Dick Powell, actor american

- 1941: Joseph Kutter, pictor luxemburghez (n. 1894)
- 1960: Fausto Coppi, ciclist italian (n. 1919)
- 1963: Dick Powell, actor american (n. 1904)
- 1963: Jack Carson, actor american (n. 1910)
- 1966: René Béhaine, romancier francez (n. 1880)
- 1973: Petre Borilă, politician comunist român (n. 1906)
- 1990: Corneliu Bogdan, diplomat român (n. 1921)
- 1995: V. Em. Galan, scriitor român  (n. 1921)
- 2000: Infanta Dona Maria de las Mercedes de Bourbon, mama regelui Juan Carlos al Spaniei (n. 1910)
- 2000: María de las Mercedes, mama regelui Juan Carlos I al Spaniei (n. 1911)
- 2004: Mihai Ivăncescu, fotbalist român (n. 1942)
- 2006: Lidia Wysocka, actriță și cântăreață poloneză (n. 1916)
- 2010: Stelian Filip, poet și prozator român (n. 1924)
- 2012: Ioan Drăgan, fotbalist român (n. 1965)
- 2021: Marco Formentini, politician italian, membru al Parlamentului European (1999–2004) (n. 1930)
- 2021: Modibo Keita, politician malian, prim-ministru al statului Mali (2002, 2015–2017) (n. 1942)
- 2022: Richard Leakey, om politic, paleoantropolog și militant ecologist din Kenya (n. 1944)
- 2022: Ion Niculiță, istoric și profesor din Republica Moldova (n. 1939)
- 2022: Traxamillion, rapper și producător american (n. 1979)
- 2022: Vilmos Ágoston, scriitor (n. 1947)
- 2022: Gheorghe Munteanu, chimist (n. 1935)
- 2022: Ion Niculiță, istoric (n. 1939).
- 2023: Dumitru Radu Popescu, prozator și dramaturg român (n. 1935)

## Sărbători
- în calendarul creștin ortodox: Silvestru, episcopul Romei († 335)
- în calendarul greco-catolic: Silvestru, papa Romei († 335)
- în calendarul romano-catolic: Vasile cel Mare, episcop în Cezareea Cappadociei († 379) și Grigore de Nazianz, episcop al Constantinopolului și învățător al Bisericii († 389 sau 390)